# Waterloo (album)
Waterloo is het tweede album van de Zweedse band ABBA. Het gelijknamige titelnummer van het album won het Eurovisiesongfestival in 1974. 

## Opnames
De teksten en de muziek werden geschreven door Benny Andersson en Björn Ulvaeus, in samenwerking met Stig Anderson, de manager van de groep. De elpee werd opgenomen in Stockholm tussen 24 september 1973 en 20 februari 1974 met de muzikale steun van o.a. drummer Ola Brunkert en gitarist Janne Schaffer. Uit het album worden vier nummers als single op de markt gebracht: Waterloo, Honey Honey, Hasta Mañana en King Kong Song. Omdat platenfirma Epic Records de single 'Honey Honey' niet in Engeland wilde uitbrengen, werd het gecoverd door de groep Sweet Dreams die er alsnog een top 10-hit mee scoorde.

## Nummers
A
1. "Waterloo" (Andersson, Stig Anderson, Ulvaeus) - 2:44
2. "Sitting In The Palmtree" (Andersson, Ulvaeus) - 3:37
3. "King Kong Song" (Andersson, Ulvaeus) - 3:11
4. "Hasta Mañana" (Andersson, Anderson, Ulvaeus) - 3:09
5. "My Mama Said" (Andersson, Ulvaeus) - 3:13
6. "Dance (While The Music Still Goes On)" (Andersson, Ulvaeus) – 3:12

B
1. "Honey, Honey (Andersson, Anderson, Ulvaeus)" – 2:55
2. "Watch Out" (Andersson, Ulvaeus) – 3.49
3. "What About Livingstone?" (Andersson, Ulvaeus) – 2.55
4. "Gonna Sing You My Lovesong" (Andersson, Ulvaeus) – 3:41
5. "Suzy-Hang-Around" (Andersson, Ulvaeus) – 3:10

## Uitgebrachte singles
| Single met eventuele hitnotering(en) in de Nederlandse Top 40 | Datum van verschijnen | Datum van binnenkomst | Hoogste positie | Aantal weken | Opmerkingen                   |
| ------------------------------------------------------------- | --------------------- | --------------------- | --------------- | ------------ | ----------------------------- |
| Waterloo                                                      | 1974                  | 13-4-1974             | 2               | 14           | #1(2x) in de Daverende 30     |
| Honey, Honey                                                  | 1974                  | 21-12-1974            | 16              | 6            | #17 in de Nationale Hitparade |